# Observatori Europeu de la Droga i les Toxicomanies
L'Observatori Europeu de la Droga i les Toxicomanies (EMCDDA) és una agència de la Unió Europea (UE) que analitza i difon la situació de les drogues i les toxicomanies a la Unió Europea.

## Història
Fou creat l'any 1993 per part del Consell de la Unió Europea i el Parlament Europeu, passant a ser operativa des del gener de 1995. La seva seu està ubicada a la ciutat portuguesa de Lisboa, on comparteix seu amb l'Agència Europea de Seguretat Marítima.

## Funcions
El Centre té com a missió reunir, analitzar i difondre informació objectiva, fiable i comparable sobre les drogues i les toxicomanies i, d'aquesta manera, proporcionar als Estats membres de la Unió la situació del fenomen de les drogues en tota la zona de la Unió.
Els poders polítics de cada país utilitzen aquesta informació per a ajudar a formular polítiques nacionals coherents i estratègies comunitàries sobre aquest fenomen, així com els professionals i investigadors que treballen en el camp de les drogues i, en termes més generals, els mitjans de comunicació europeus i el públic en general.
El Centre obté informació principalment de la «xarxa Reitox»: un grup de centres de coordinació en cadascun dels Estats membres de la UE, Noruega, els països candidats a la UE i dels informes de la Comissió Europea. Elavora un informe anual sobre el problema de la drogodependència a la Unió i Noruega així com un butlletí estadístic anual a la xarxa d'internet on ofereix una visió general de la més recent situació de les drogues a Europa i les sves tendències.
Treballa en associació amb països no comunitaris, així com amb organismes internacionals com el Programa de Fiscalització Internacional de Drogues de les Nacions Unides, l'Organització Mundial de la Salut, el Grup Pompidou del Consell d'Europa, l'Organització Mundial de Duanes, la Interpol i l'Oficina Europea de Policia.